# Casa Josep Bertran
La Casa Josep Bertran és un edifici al nucli històric i monumental de Vilafranca, on contribueix a introduir la poètica modernista. Edifici entre mitgeres, de dues crugies, format per planta baixa, dos pisos i terrat. La façana presenta composició simètrica, amb planta baixa i totalment modificada. Els elements més remarcables són les baranes de ferro dels balcons i el coronament, on s'utilitzen elements del llenguatge del Modernisme d'inspiració naturalista. El projecte, datat el 20 de febrer de 1914, fou encarregat per Josep Bertran i Montserrat a l'arquitecte Santiago Güell i Grau. Va ser aprovat el 22 de febrer del mateix any per l'Ajuntament, que el conserva al seu arxiu.